# وسام غراند باوهينيا (الصين)
وسام غراند باوهينيا (بالصينية: 大紫荊勳章) هو أعلى وسام تكريم في نظام الجوائز في هونج كونج. يُمنح اعترافا بمساهمة الشخص المعني مدى الحياة وإسهاما منه في رفاه هونغ كونغ. ويحق للممنوح الحصول على الحروف ما بعد الاسم. وقد أنشئت هذه الجائزة في عام 1997 لتحل محل نظام الشرف البريطاني، بعد نقل السيادة إلى جمهورية الصين الشعبية وإنشاء منطقة هونغ كونغ الإدارية الخاصة. بوهينيا، باوهينيا بلاكيانا، هو شعار الأزهار من هونغ كونغ.